# Cristiano Caratti
Cristiano Caratti (Acqui Terme, 24 de maio de 1970) é um ex-tenista profissional italiano.